# Ксензов, Юрий
Ю́рий Ксензов (латыш. Jurijs Ksenzovs; 5 июня 1981, Рига) — латвийский футболист, защитник.

## Биография
Начинал играть на взрослом уровне в 1998 году в дубле рижского «Сконто» в первой лиге Латвии. В 2000 году дебютировал в высшем дивизионе в составе «Вентспилса», но в команде не закрепился, сыграв за сезон только четыре матча. «Вентспилс» в том сезоне стал серебряным призёром чемпионата.
С 2001 года в течение почти десяти лет играл за команды — середняки и аутсайдеры высшей лиги Латвии — «Зибенс/Земессардзе», «Ауда», «Юрмала-ВВ». Автором первого гола в высшей лиге стал 27 мая 2001 года в составе «Зибенса» в матче против «Сконто» (2:7). Кроме того, в 2003 году в составе «Мультибанка» играл в первой лиге.
В первой половине 2010 года выступал в чемпионате Белоруссии за «Витебск», провёл 9 матчей в лиге и один — в Кубке Белоруссии. Дебютный матч сыграл 3 апреля 2010 года против «Немана». Летом того же года перешёл в азербайджанский клуб «Туран» (Товуз). Дебютировал в чемпионате Азербайджана 8 августа 2010 года в матче против бакинского «Интера» и уже на 30-й минуте матча после трёх пропущенных командой голов был заменён. Всего за клуб из Товуза сыграл 4 матча.
В 2011 году вернулся в Латвию и присоединился к команде «Елгава». В первом сезоне принял участие в 15 матчах чемпионата, в 2012 году сыграл один матч, а в 2013 году выступал только за дубль, после чего завершил карьеру.
Всего в высшей лиге Латвии сыграл 175 матчей и забил 7 голов.
После окончания карьеры работал физиотерапевтом в футбольном клубе «Елгава» и в национальной сборной Латвии.